# Guinée Championnat National
De Guinée Championnat National is de hoogste voetbaldivisie uit Guinee-Conakry. De competitie werd voor het eerst georganiseerd in 1965.

## Teams 2010/11
- AS Ashanti Golden Boys
- AS Baraka Djoma
- AS Batè Nafadji
- ASFAG
- Athlético de Coléah
- Club Espoir de Labé
- Etoile de Guinée
- FC Séquence de Dixinn
- Fello Star
- Hafia FC
- Horoya Athlétique Club
- Sankaran FC

## Landskampioenen
- 1965 : Conakry I
- 1966 : Conakry II
- 1967 : Conakry II
- 1968 : Conakry II
- 1969 : Conakry I
- 1970 : Conakry I
- 1971 : Hafia FC
- 1972 : Hafia FC
- 1973 : Hafia FC
- 1974 : Hafia FC
- 1975 : Hafia FC
- 1976 : Hafia FC
- 1977 : Hafia FC
- 1978 : Hafia FC
- 1979 : Hafia FC
- 1980 : AS Kaloum Star
- 1981 : AS Kaloum Star
- 1982 : Hafia FC
- 1983 : Hafia FC
- 1984 : AS Kaloum Star
- 1985 : Hafia FC
- 1986 : Horoya AC
- 1987 : AS Kaloum Star
- 1988 : Horoya AC
- 1989 : Horoya AC
- 1990 : Horoya AC
- 1991 : Horoya AC
- 1992 : Horoya AC
- 1993 : AS Kaloum Star
- 1994 : Horoya AC
- 1995 : AS Kaloum Star
- 1996 : AS Kaloum Star
- 1998 : AS Kaloum Star
- 2000 : Horoya AC
- 2001 : Horoya AC
- 2002 : Satellite FC
- 2003 : ASFAG Conakry
- 2004 : kampioenschap wegens financiële problemen geannuleerd
- 2005 : Satellite FC
- 2006 : Fello Star
- 2007 : AS Kaloum Star
- 2008 : Fello Star
- 2009 : Fello Star
- 2010 : Fello Star
- 2011 : Horoya AC